# Сухопутні війська Саудівської Аравії
Королівські сухопутні війська Саудівської Аравії (араб. القُوَّاتُ البَرِّيَّةُ المَلَكِيَّة السُّعُودِيَّة) — наземний компонент, найбільший за чисельністю вид збройних сил Збройних сил Саудівської Аравії, призначений для ведення активних бойових дій на сухопутних театрах воєнних дій. Один із трьох видів Збройних сил Саудівської Аравії, разом з військово-морськими та повітряними силами.

## Історія
Сучасна армія Саудівської Аравії бере свої коріння у першій Саудівській державі, Дірійському еміраті, який був заснований 1744 року Мухаммадом ібн Абдул-Ваххабом і Мухаммадом ібн Саудом, і вважається роком народження саудівської армії. Станом на 1901 рік з початком створення сучасної саудівської держави Сухопутні війська Королівства були відновлені як окремий вид збройних сил і вважаються найдавнішою гілкою збройних сил Саудівської Аравії.
Історично міністерство оборони було створено з метою об'єднання усіх складових армії держави у єдину військову структуру. З 1933 року воно існувало як агентство оборони в адміністрації міністра фінансів. З 1944 р. Агентство було розгорнуто до міністерства оборони (МО) та включено до Інспекції збройних сил.
На фоні подій, що відбувалися навколо Королівства, армія Саудівської Аравії поступово нарощувала свої сили. У 2000 році уряд Саудівської Аравії витратив мільярди доларів на розширення збройних сил Саудівської Аравії, включаючи армію. Нинішнім міністром оборони є принц Мухаммед ібн Салман, який був призначений 23 січня 2015 року.

## Список війн за участю армії Саудівської Аравії
- Війни у Неджі (1744–88)
- Саудівсько-мамлюкська війна (1790—1811)
- Османсько-саудівська війна (1811–18)
- Перша громадянська війна в Саудівської Аравії (1834)
- Друга громадянська війна в Саудівської Аравії (1865–75)
- Друга османська кампанія (1870–71)
- Битва при Мулайді (1891)
- Об'єднання Саудівської Аравії (1902—1934)
  - Битва при Ер-Ріяді (1902)
  - Битва при Діламі (1903)
- Саудівсько-рашидійська війна (1903—1907)
  - Битва при Тарафії (1907)
- Перша світова війна (1914—1918)
  - Битва при Джаррабі (1915)
- Перша саудівсько-хашимітська війна (1918—1919)
- Кувейтсько-недждська війна (1919—1920)
- Набіги іхванів на Трансйорданію (1922—1924)
- Друга саудівсько-хашимітська війна (1924—1925)
- Повстання іхванів (1927—1930)
- Саудівсько-єменська війна (1934)
- Арабо-ізраїльська війна (1948—1949)
- Громадянська війна у Північному Ємені (1962—1970)
- Війна за аль-Вадія (1969)
- Війна Судного дня (1973)
- Громадянська війна в Лівані (1976—1979)
- Захоплення мечеті аль-Харам (1979)
- Війна в Перській затоці (1990—1991)
- Операція «Відродження надії» (1992—1993)
- Операція «Океанський щит» (2009—2016)
- Військова операція проти Ісламської держави (з 2014)
- Інтервенція Саудівської Аравії та її союзників у Ємен (з 2015)

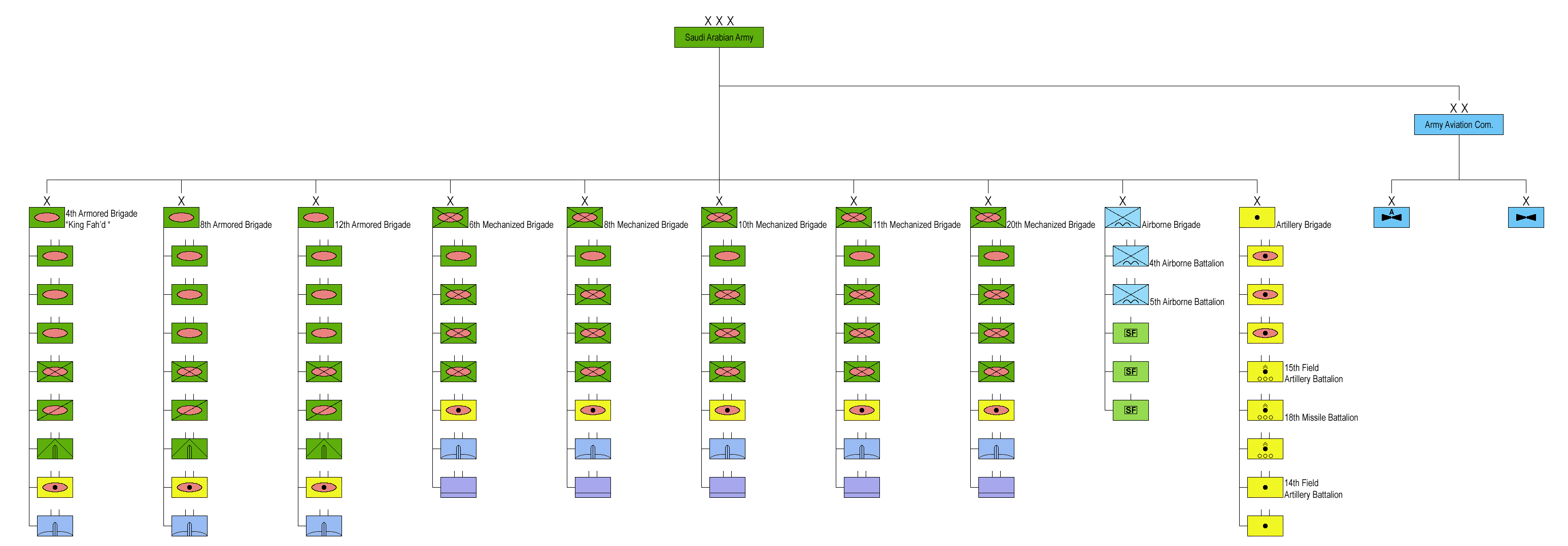
Структура Королівських сухопутних військ Саудівської Аравії

## Бойовий склад Королівських сухопутних військ Саудівської Аравії
До бойового складу Саудівської армії входять 4 бронетанкових, 5 механізованих, 2 легких піхотних (1 королівська гвардійська, 1 спецназа) бригади. 12-та бронетанкова та 6-та механізована бригада дислокуються у Військовому містечку імені короля Фейсала неподалік від міста Табук. 4-та бронетанкова та 11-та механізована бригади розгорнути у Військовому містечку імені короля Абдула Азіза в районі Хаміс-Мушайта. 20-та механізована та 8-ма механізована бригади зосереджені у Військовому містечку імені короля Халіда поблизу Хафар-ель-Батіна. 10-та механізована бригада дислокується в Шараурі, що неподалік кордону з Єменом та приблизно в 150 кілометрах від Замака.
Незважаючи на реорганізацію Сухопутних військ з розгортання певної кількості додаткових формувань та підвищення мобільності армійських підрозділів проведену протягом 1970-х та 1980-х років, кадровий склад армії збільшився незначною мірою, зважаючи на те, що наприкінці 1960-х років було розпочато значне нарощування. Королівська армія продовжує потерпати від хронічного некомплекту кадрів, у деяких підрозділах, за оцінками, укомплектованість становить лише від 30 до 50 відсотків. Існування окремої національної гвардії Саудівської Аравії паралельно з регулярною армією також значно вплинуло на набір потенційних новобранців до армії.

### Військові звання Сухопутних військ Саудівської Аравії
|  | Fariq Awwal | Fariq | Liwa | Amid |

| Aqid | Muqaddam | Raid |

| Naqib | Mulazim Awwal | Mulazim |  |

|  |  |  |  |  |  |  | — |